# Нове Сади (округ Нітра)
Нове Сади (словац. Nové Sady) — село, громада округу Нітра, Нітранський край. Кадастрова площа громади — 17.47 км².
Населення 1280 осіб (станом на 31 грудня 2018 року).

## Історія
Нове Сади згадуються 1156 року.

## Населення
| Рік:            | 1994. | 2004.    | 2014.   | 2024.   |
| --------------- | ----- | -------- | ------- | ------- |
| Кількість осіб: | 1992  | 1273     | 1294    | 1312    |
| Різниця:        |       | -36,09 % | +1,64 % | +1,39 % |

| Рік:            | 2023. | 2024.   |
| --------------- | ----- | ------- |
| Кількість осіб: | 1317  | 1312    |
| Різниця:        |       | -0,37 % |